# Salawa Abeni
Salawa Abeni Alidu (sinh ngày 5 tháng 5 năm 1961) là ca sĩ người Nigeria. Bà là người thuộc dân tộc Ijebu nói tiếng Yoruba sống tại bang Ogun. Năm 1976, bà bắt đầu sự nghiệp chuyên nghiệp trong âm nhạc dòng waka khi bà phát hành album đầu tay của mình mang tựa đề, Tướng Murtala Ramat Mohammed trên Record Records. Album trở thành bản thu âm đầu tiên của một nữ nghệ sĩ trong ngành âm nhạc tiếng Yoruba bán được hơn một triệu bản tại Nigeria.
Abeni tiếp tục ghi âm cho Nhà lãnh đạo. Năm 1986, bà kết thúc mối quan hệ với chủ sở hữu của hãng thu âm, Lateef Adepoju. Bà kết hôn với Kollington Ayinla, gia nhập hãng thu âm của chồng cho đến năm 1994.
Bà được trao vương miện "Nữ hoàng âm nhạc dòng Waka" năm 1992. Waka theo đuổi phong cách âm nhạc Yoruba truyền thống, chịu ảnh hưởng Hồi giáo. Waka là dòng nhạc cổ hơn nhiều so với dòng jùjú và dòng fuji.

## Tranh cãi
Khi phỏng vấn trên Thông tấn xã Nigeria, Abeni đã gây tranh cãi khi bà khuyên các nhạc sĩ "hãy tránh xa đồng tính luyến ái", ví đồng tính như việc nghiện ma túy. Các nhà hoạt động cho rằng kết luận của bà là "phô trương của sự thiếu hiểu biết". Kết luận của bà gần đây đã được người mẫu Nigeria Olajumoke Orisaguna nhắc lại trong video YouTube Olajumoke Sauce 7: Xu hướng và sư chấp nhận được đăng lên vào tháng 2 năm 2018. Theo luật pháp Nigeria dựa trên luật pháp thuộc địa của Anh, mối quan hệ đồng giới giữa những người LGBT vẫn áp dụng tội hình sự, với các hình phạt tối đa từ 14 năm tù cho đến tử hình.

## Danh sách đĩa hát[6]
1. "Late Murtala Muhammed'' (Leader, 1976)
2. ''Iba Omode Iba Agba'' (Leader, 1976)
3. ''Shooting Stars'' (Leader, 1977)
4. ''Ijamba Motor'' (Leader, 1978)
5. ''Okiki Kan To Sele/Yinka Esho Esor'' (Leader, 1979)
6. ''Orin Tuntun'' (Leader, 1979)
7. ''Irohin Mecca'' (Leader, 1980)
8. ''Ile Aiye'' (Leader, 1980)
9. ''Omi Yale'' (Leader, 1980)
10. ''Ija O Dara'' (Leader, 1981)
11. ''Ikilo'' (Leader, 1981)
12. ''Enie Tori Ele Ku'' (Leader, 1982)
13. ''Challenge Cup '84'' (Leader, 1983)
14. ''Adieu Alhaji Haruna Ishola'' (Leader, 1985)
15. ''Indian Waka'' (Kollington, 1986)
16. ''Ìfẹ́ Dára Púpọ̀'' (Kollington, 1986)
17. ''Mo Tun De Bi Mo Se Nde'' (Kollington, 1986)
18. ''Awa Lagba'' (Kollington, 1987)
19. ''Abode America'' (Kollington, 1988)
20. ''Ileya Special'' (Kollington, 1988)
21. ''I Love You'' (Kollington, 1988)
22. ''We Are The Children'' (Kollington, 1989)
23. ''Maradonna'' (Kollington, 1989)
24. ''Candle'' (Kollington, 1990)
25. ''Experience'' (Alagbada, 1991)
26. ''Congratulations'' (Alagbada, 1991)
27. ''Cheer Up'' (Alagbada, 1992)
28. ''Waka Carnival'' (Alagbada, 1994)
29. ''Beware cassette'' (Sony, 1995)
30. ''Live In London '96'' cassette (Emperor Promotions, 1996)
31. ''Appreciation'' cassette (Sony, 1997)
32. ''with Barrister Evening Of Sound'' cassette (Zmirage Productions, 1997)
33. ''Good Morning In America'' (Alagbada, 1999)